# Jata v Devici
Jata v Devici je jata galaksij s središčem oddaljenim 53.8 ± 0.3 Mly od Zemlje v ozvezdju Device. Vsebujoč približno 1300 galaksij (najvišje ocene so približno 2000 članic) tvori središče večje Nadjate v Devici, katere del je tudi Krajevna skupina.
Mnoge svetle galaksije te jate so bile odkrite v poznih 70. letih 18. stoletja in vključene v Messierov katalog. Messier jih je opisal kot meglice brez zvezd in tako je njihova prava narava ostala skrita vse do 20. let 20. stoletja.
Jata zavzema približno 8 kotnih stopinj s središčem v Devici. Mnoge galaksije v jati so vidne z majhnim daljnogledom. Najsvetlejša članica je Messier 49, najbolj znana pa eliptična galaksija Messier 87.

## Značilnosti
Jato sestavlja pisana družba galaksij; med njimi so tako eliptične kot spiralne galaksije. Eliptične so okrog središča bolj zgoščene kot spiralne.
Razdeljena je na tri podjate: Devico (Virgo) A, ki je zgoščena okrog galaksije Messier 87, drugo, ki je zgoščena okrog Messier 86 in včasih šteto v Devico A, in Devico B, ki je zgoščena okrog Messier 49. Devica A je z maso 1014 sončevih mas večja od drugih dveh.
Tri podjate so v procesu združevanja v eno samo jato in so obdane z galaktičnimi oblaki, ki so večinoma sestavljeni iz spiralnih galaksij. Znani so kot Oblak N, Oblak S in Devica E in se bodo prav tako združili s podjatami. Vse to kaže, da je Jata v Devici še mlada jata, ki še vedno nastaja.
Drugi dve bližnji združbi, znani kot Oblak W in Oblak M sta verjetno samostojna sistema v ozadju jate.

## Snov znotraj jate
Kakor v mnogih velikih jatah, je tudi Jata v Devici zapolnjena z vročo plazmo, segreto na 30 milijonov °C ali K, ki seva rentgenske žarke. V njej je tudi mnogo medgalaktičnih zvezd ; njihov delež je več kot 10% vseh zvezd v jati. Najdemo tudi nekaj planetarnih meglic , ki so bile najverjetneje prišle tja iz galaksij med trki (interakcijami) med njimi, in nekaj kroglastih kopic  ter vsaj eno področje rojevanja zvezd .

## Svetle in omembe vredne galaksije
Spodnja tabela navaja svetle in pomembnejše objekte v Jati v Devici in jatinih podenot (viri:).
| Oznaka      | Koordinate (epoha 2000) | Koordinate (epoha 2000) | Navidezni sij (modra) | Tip  | Kotna velikost | Premer (kly (1000 svetlobnih let)) | Hitrost širjenja (km/s) | Podjata/oblak               |
| Oznaka      | RA                      | Dec                     | Navidezni sij (modra) | Tip  | Kotna velikost | Premer (kly (1000 svetlobnih let)) | Hitrost širjenja (km/s) | Podjata/oblak               |
| ----------- | ----------------------- | ----------------------- | --------------------- | ---- | -------------- | ---------------------------------- | ----------------------- | --------------------------- |
| Messier 98  | 12 13,8                 | 14 54                   | 10,9                  | SBb  | 9,8′           | 150                                | 184                     | Devica A oz. Oblak N        |
| NGC 4216    | 12 15,9                 | 13 09                   | 10,9                  | SBb  | 7,9′           | 120                                | 459                     | Devica A oz. Oblak N        |
| Messier 99  | 12 18,8                 | 14 25                   | 10,4                  | Sc   | 5,4′           | 80                                 | 2735                    | Devica A oz. Oblak N        |
| NGC 4262    | 12 19,5                 | 14 53                   | 12,4                  | S0   | 1,9′           | 30                                 | 1683                    | Devica A                    |
| Messier 61  | 12 21,9                 | 04 28                   | 10,2                  | SBbc | 6,2′           | 100                                | 1911                    | Oblak S                     |
| Messier 100 | 12 22,9                 | 15 49                   | 10,1                  | SBbc | 7,6′           | 115                                | 1899                    | Devica A                    |
| Messier 84  | 12 25,1                 | 12 53                   | 10,1                  | E1   | 6,0′           | 90                                 | 1239                    | Devica A                    |
| Messier 85  | 12 25,4                 | 18 11                   | 10,0                  | S0   | 7,1′           | 105                                | 1056                    | Devica A                    |
| Messier 86  | 12 26,2                 | 12 57                   | 9,9                   | E3   | 10,2′          | 155                                | 37                      | Devica A oz. lastna podjata |
| NGC 4435    | 12 27,7                 | 13 05                   | 11,7                  | S0   | 3,0′           | 45                                 | 1111                    | Devica A                    |
| NGC 4438    | 12 27,8                 | 13 01                   | 11,0                  | Sa   | 8,7′           | 130                                | 404                     | Devica A                    |
| NGC 4450    | 12 28,5                 | 17 05                   | 10,9                  | Sab  | 5,1′           | 80                                 | 2273                    | Devica A                    |
| Messier 49  | 12 29,8                 | 08 00                   | 9,3                   | E2   | 9,8′           | 150                                | 1204                    | Devica B                    |
| Messier 87  | 12 30,8                 | 12 23                   | 9,6                   | E0-1 | 9,8′           | 150                                | 1204                    | Devica A                    |
| Messier 88  | 12 32,0                 | 14 25                   | 10,3                  | Sb   | 6,8′           | 100                                | 2599                    | DevicaA                     |
| NGC 4526    | 12 32,0                 | 07 42                   | 10,6                  | S0   | 7,1′           | 105                                | 931                     | Devica B                    |
| NGC 4527    | 12 34,1                 | 02 39                   | 12,4                  | Sb   | 4,6′           | 69                                 | 1730                    | Oblak S                     |
| NGC 4536    | 12 34,4                 | 02 11                   | 11,1                  | SBbc | 7,2′           | 115                                | 2140                    | Oblak S                     |
| Messier 91  | 12 35,4                 | 14 30                   | 11,0                  | SBb  | 5,2′           | 80                                 | 803                     | Devica A                    |
| NGC 4550    | 12 35,5                 | 12 13                   | 12,5                  | S0   | 3,2′           | 50                                 | 704                     | Devica A                    |
| Messier 89  | 12 35,7                 | 12 33                   | 10,7                  | E0   | 5,0′           | 75                                 | 628                     | Devica A                    |
| NGC 4567    | 12 36,5                 | 11 15                   | 12,1                  | Sbc  | 2,8′           | 40                                 | 2588                    | Devica A                    |
| NGC 4568    | 12 36,6                 | 11 14                   | 11,7                  | Sbc  | 4,4′           | 65                                 | 2578                    | Devica A                    |
| NGC 4571    | 12 36,9                 | 14 13                   | 11,9                  | Sc   | 3,7′           | 55                                 | 659                     | Devica A                    |
| Messier 58  | 12 37,7                 | 11 49                   | 10,6                  | SBb  | 5,6′           | 85                                 | 1839                    | Devica A                    |
| Messier 59  | 12 42,9                 | 11 39                   | 10,8                  | E5   | 5,0′           | 75                                 | 751                     | Devica A ali Devica E       |
| Messier 60  | 12 43,7                 | 11 33                   | 9,8                   | E2   | 7,2′           | 110                                | 1452                    | Devica A ali Devica E       |
| NGC 4651    | 12 43,7                 | 16 24                   | 11,4                  | Sc   | 4,0′           | 60                                 | 1113                    |                             |
| NGC 4654    | 12 43,9                 | 13 08                   | 11,1                  | SBc  | 5,0′           | 75                                 | 1349                    | Devica A                    |